# Mont-Saint-Martin (Meurthe i Mozela)
Mont-Saint-Martin – miejscowość i gmina we Francji, w regionie Grand Est, w departamencie Meurthe i Mozela.
Według danych na rok 1990 gminę zamieszkiwało 8660 osób, a gęstość zaludnienia wynosiła 980 osób/km² (wśród 2335 gmin Lotaryngii Mont-Saint-Martin plasuje się na 43. miejscu pod względem liczby ludności, natomiast pod względem powierzchni na miejscu 678.).